# رابرت چارلز زینر

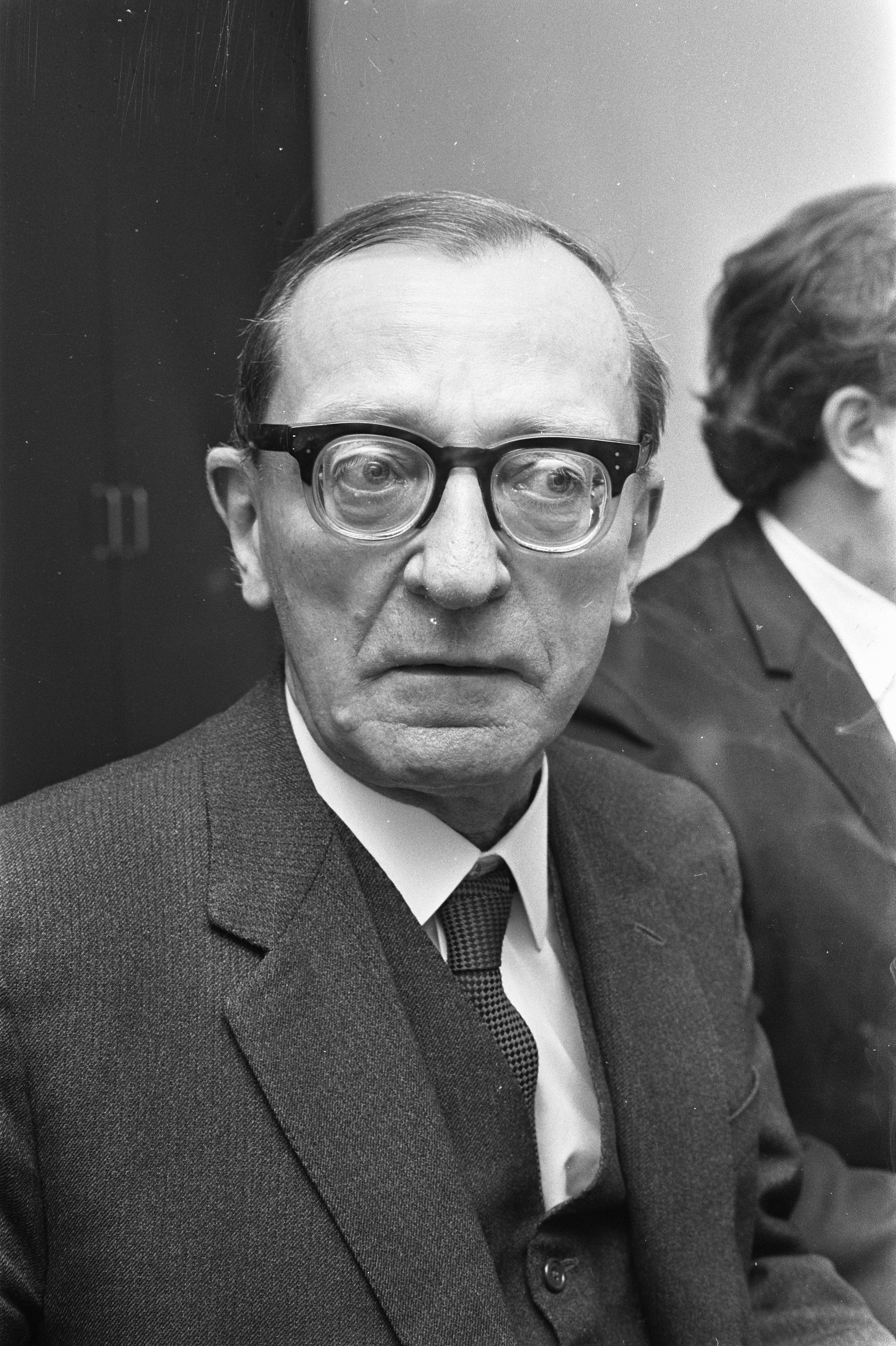
R. C. Zaehner (1972)

رابرت چارلز زنر(به انگلیسی: Robert Charles Zaehner) (زادهٔ ۸ آوریل ۱۹۱۳ – مرگ ۲۴ نوامبر ۱۹۷۴) متخصص و پژوهشگر ادیان شرقی بریتانیایی بود. او  افسر عضو سازمان‌های اطلاعاتی بریتانیا بود و بهمراه آن لمپتون در کودتای ۲۸ مرداد ۱۳۳۲ نقش داشت.
او زبان اصلی بسیاری از متون مقدس، مانند هندو (سنسکریت)، بودایی (پالی)، اسلامی (عربی) را میدانست. در دانشگاه آکسفورد اولین نوشته های او درباره دین زرتشتی و متون آن بود.  با شروع جنگ جهانی دوم به عنوان افسر اطلاعاتی در ایران خدمت کرده بود. در سال 1952 که به عنوان استاد اسپالدینگ در آکسفورد منصوب شد، کتاب‌های او به موضوعاتی مانند تجربه عرفانی (با بیان گونه‌شناسی پراستناد)، هندوئیسم، دین مقایسه‌ای، مسیحیت و سایر ادیان، و اخلاق پرداختند. او باگاواد-گیتا را ترجمه کرد و تفسیری گسترده بر اساس سنت و منابع هندو ارائه کرد. آخرین کتاب‌های او به موضوعات مشابهی در فرهنگ عامه پرداخته است که منجر به صحبت‌های او در بی‌بی‌سی شد. او با نام R. C. Zaehner منتشر میکرد.

## زندگی
زنر که سویسی‌تبار بود زبان‌هایی چون پارسی، یونانی، لاتین و اوستایی را آموخته‌بود. او که پهلوی هم می‌دانست بر روی جستار زروان کار کرده‌بود. زنر در آینده برای مطالعهٔ متن‌های هندو سانسکریت را فراگرفت و نیز برای درک با بوداگرایی و اسلام زبان پالی و عربی را آموخت.
او در ۱۹۴۳ و در گیرودار جنگ جهانی دوم افسر سازمان ام آی ۶ بریتانیا در سفارت این کشور در تهران بود. او که به لهجه‌های بومی ایرانی آشنایی داشت در هنگام رساندن تدارکات به روسیه از راه‌آهن ایران می‌کوشید تا جلوی خرابکاری آلمان‌ها یا هوادارانشان در ایران را برای نگهداشتن این یاری‌رسانی بگیرد.غالباً در میان قبایل کوهستانی شمال ایران در میدان مستقر می شد. پس از جنگ نیز نقش دیپلماتیک بیشتری در سفارت تهران ایفا کرد  او تا ۱۹۴۷ به بازی نقش دیپلماتیک در ایران پرداخت.
در بازگشت به انگلستان به پژوهش‌های پیشین خود پرداخت ولی همچنان کارمند ام‌آی ۶ ماند. در ۱۹۴۹ در جزیره مالت به آموزش نیروهای ضدکمونیستی پرداخت. در ۱۹۵۰ آموزندهٔ ادبیات فارسی در دانشگاه آکسفورد گردید. در ۱۹۵۱ به ایران بازگشت. پروفسور  لمبتون او را  پیشنهاد کرد چون او یک شبکه ساز بود که همه کسانی را که در تهران مهم بودند می‌شناخت و لمپتون عقیده داشت میتواند بسیاری از ایرانیانی را که همکاری با انگلیس برای آنها تابود بود راضی کنه که همکاری برعلیه مصدق خیانت به وطن نیست. و  جین و تریاک را دوست داشت. «زمانی که کینگزلی مارتین، سردبیر New Statesman، در یک مهمانی در تهران از زاهنر پرسید که چه کتابی را می‌تواند بخواند تا درک خود را از ایران بیشتر کند،او گفت :  آلیس در سرزمین شیشه‌ای که اشاره به پیچیدگی جامعه ایران دارد. او علناً  رایزن سفارت بریتانیا در تهران بود.

## کارهای دانشگاهی
بیشتر پژوهش‌های زنر به زرتشتی‌گری بازمی‌گشت و کتابش دربارهٔ زروانی‌گری سرشناس است. او همچنین دربارهٔ انحرافات دینی خشن در روزگار ساسانی پژوهش‌هایی دارد. او در ۱۹۶۲ طلوع و غروب زرتشتی‌گری را نگاشت. او نگارش‌هایی هم دربارهٔ صوفی‌گری دارد و می‌نماید که خودش هم از آیین کاتولیک به گونه‌ای عرفان در حال گردش بوده‌است. زنر به تصوف هندو پرداخت و گونه‌های متفاوت تصوف را در این آیین نمایاند. او همانندی قابل توجه میان زرتشتی‌گری و کاتولیسیسم را هوم و عشای ربانی البته با مراسمی ناهمانند می‌دانست.